# Joachim Hopper

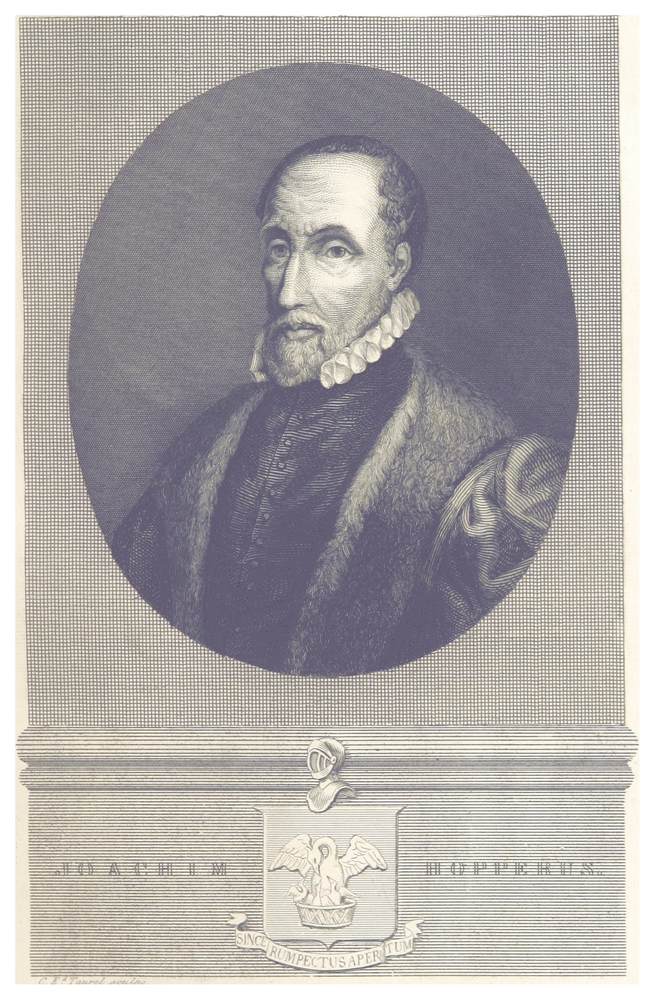
Joachim Hopper

Joachim Hopper (* 11. November 1523 in Sneek; † 11. Dezember 1576 in Madrid; auch Joachim Hoppers oder Hopperus) war ein niederländischer Jurist und Staatsmann.

## Leben
Hopper besuchte zunächst die Schule in Haarlem und ging 1541 an die Universität Löwen. Dort studierte er Philosophie und Rechtswissenschaften. 1544 folgten Aufenthalte in Paris und Orléans. Aus Frankreich zurückgekehrt, erreichte er in Löwen 1549 das Lizenziat in Rechtswissenschaften. Die Promotion erfolgte 1553. Nachdem er bereits als Lehrer tätig gewesen war, wurde ihm 1554 in Löwen eine Professur der Pandekten übertragen.
Noch im selben Jahr verließ er seinen Lehrstuhl und wurde Mitglied des Großen Rates von Mecheln. 1561 wurde er zudem Mitglied des Staatsrats der Niederlande und gründete im Auftrag des Königs Philipp von Spanien die Universität von Douai. In dieser erreichten Stellung intensivierte er die Zusammenarbeit mit Antoine Perrenot de Granvelle und Viglius Zuichemus.
1566 rief ihn König Philipp als Rat für die niederländischen Angelegenheiten nach Spanien. Er wurde dort Staatssekretär und Siegelbewahrer für die Spanischen Niederlande. Er soll in Madrid in den Ritterstand erhoben worden sein und mit der Herrschaft Dalem nebst dem Jagdrecht im Gesterland beliehen worden sein. Der Schriftwechsel des Königs mit der Regierung in den Niederlanden, insbesondere auch in den Wirren des aufkeimenden und ausbrechenden Achtzigjährigen Krieges, ging durch seine Hand.

## Werke (Auswahl)

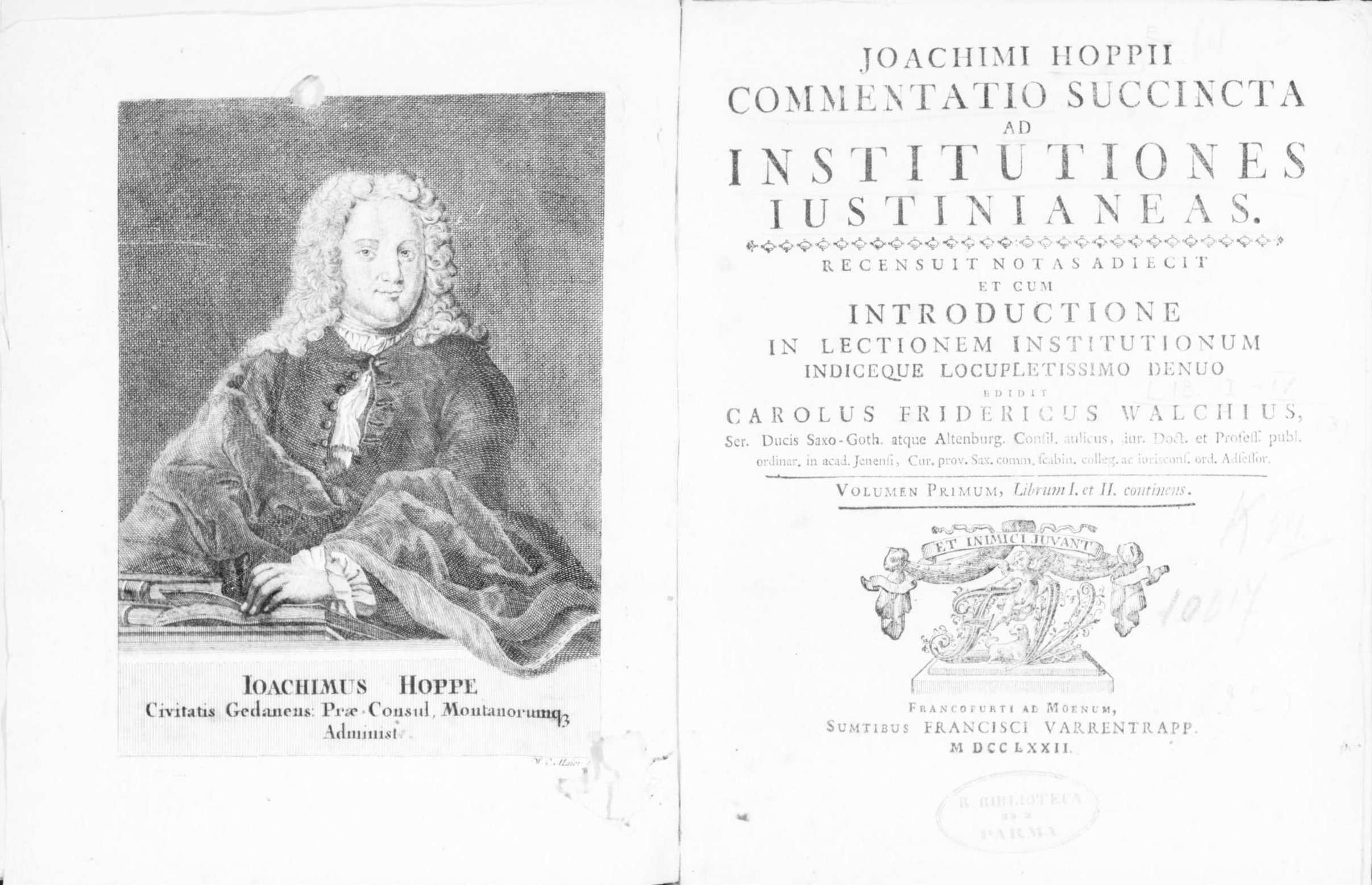
Commentatio succinta ad Institutiones iustinianeas, 1772

- De juris arte libri tres, Löwen 1553.
- Ad Justinanum de obligationibus πειθανῶν libri quinque, Löwen 1553 (ohne Wissen Hoppers).
- Dispositio in libros Pandectarum ex praelectionibus D. J. Hopper, Köln 1556.
- Dispositio in libros Institutionum, Köln 1557.
- Paraphrasis in psalmos Davidicos, Anvers 1590.
- Seduardus sive de vera iurisprudentia, Anvers 1590.
- Recueil et mémorial des troubles des Pays-Bas du Roy, 1743.
- Commentatio succinta ad Institutiones iustinianeas. Franz Varrentrapp, Frankfurt am Main 1772 (Latein, beic.it).